# Bernadette Nagy
Bernadette Nagy es una deportista húngara que compitió en halterofilia. Ganó una medalla de bronce en el Campeonato Europeo de Halterofilia de 1993, en la categoría de +83 kg.

## Palmarés internacional
| Campeonato Europeo | Campeonato Europeo | Campeonato Europeo | Campeonato Europeo |
| Año                | Lugar              | Medalla            | Categoría          |
| ------------------ | ------------------ | ------------------ | ------------------ |
| 1993               | Valencia (España)  | Medalla de bronce  | +83 kg             |